# Lloyd Conover
Lloyd Hillyard Conover (Orange, Nova Jérsei, 13 de junho de 1923 – São Petersburgo, Flórida, 11 de março de 2017) foi um químico estadunidense. É o inventor da tetraciclina, pela qual foi induzido no National Inventors Hall of Fame.
Conover foi o primeiro a fazer um antibiótico pela modificação química de uma droga produzida naturalmente. Tem quase 300 patentes em seu nome.

## Biografia
Conover obteve o B.A. no Amherst College em 1947 e um Ph.D. em química na Universidade de Rochester in 1950.
Após completar os estudos Conover começou a trabalhar no departamento de pesquisas químicas da Pfizer. Conover fez parte de uma equipe explorando a arquitetura molecular dos antibióticos de largo-espectro oxitetraciclina e clorotetraciclina. Estas duas drogas foram descobertas como produtos naturais produzidos por actinobactérias. Trabalhando em parceria com o professor da Universidade Harvard Robert Burns Woodward, começaram a perceber que era possível alterar quimicamente um antibiótico a fim de produzir outros antibióticos efetivos no tratamento de vários tipos de doença.
Em 1952 Conover desenvolveu a tetraciclina desta maneira. Especificamente, ele foi capaz de produzir tetraciclina desclorificando aureomicina (clorotetraciclina) por redução catalítica, ou seja, substituindo o cloro por hidrogênio na clorotetraciclina. Seu sucesso resultou  no uso do processo para a produção de outros antibióticos modificados estruturalmente. Esta é uma prática comum na indústria farmacêutica atualmente.
Conover patenteou a tetraciclina em 1955. Dentro de três anos a tetraciclina tornou-se o antibiótico de largo-espectro mais prescrito dos Estados Unidos. Contudo, durante este tempo a patente foi mudada.
Em 1982 a corte manteve a patente e os direitos dos cientistas a patentear com base em métodos similares.
Em 1971 Conover tornou-se diretor de pesquisas da Pfizer Central Research em Sandwich, Kent, Inglaterra. Aposentou-se em 1984 como vice-presidente sênior.